# 김준욱
김준욱(2002년 1월 10일 ~ )은 대한민국의 남성 작곡가이다.

## 출연작

### TV 프로그램
- 2014년 SBS TV 놀라운 대회 스타킹
- 2014년 KBS TV 굿모닝 대한민국
- 2017년 아리랑 TV Pops in Seoul
- 2017년 아리랑 TV After School Club
- 2017년 KBS TV 불후의 명곡
- 2018년 KBS TV 유희열의 스케치북
- 2018년 MBC TV 주간아이돌
- 2018년 KBS TV 열린 음악회

## 수상 이력
- 2014년 아시안비트 어쿠스틱 그랜드파이널 최우수연주자상 수상
- 제25회 대한민국 문화연예대상 K-POP 신인상